# Synagoga Iczego Walda w Łodzi
Synagoga Iczego Walda w Łodzi – prywatny dom modlitwy znajdujący się w Łodzi przy ulicy Widzewskiej 46.
Synagoga została zbudowana w 1913 roku z inicjatywy Iczego Walda. Została przeniesiona z lokalu mieszczącego się przy ulicy Południowej 46. Mogła ona pomieścić 40 osób. Podczas II wojny światowej hitlerowcy zdewastowali synagogę.